# Fort Shaw (Montana)
Fort Shaw es un lugar designado por el censo ubicado en el condado de Cascade en el estado estadounidense de Montana. En el Censo de 2010 tenía una población de 280 habitantes y una densidad poblacional de 19,03 personas por km².

## Geografía
Fort Shaw se encuentra ubicado en las coordenadas 47°29′49″N 111°49′10″O / 47.49694, -111.81944. Según la Oficina del Censo de los Estados Unidos, Fort Shaw tiene una superficie total de 14.71 km², de la cual 14.71 km² corresponden a tierra firme y (0%) 0 km² es agua.

## Demografía
Según el censo de 2010, había 280 personas residiendo en Fort Shaw. La densidad de población era de 19,03 hab./km². De los 280 habitantes, Fort Shaw estaba compuesto por el 91.07% blancos, el 0.36% eran afroamericanos, el 1.43% eran amerindios, el 0.71% eran asiáticos, el 0% eran isleños del Pacífico, el 1.79% eran de otras razas y el 4.64% pertenecían a dos o más razas. Del total de la población el 2.5% eran hispanos o latinos de cualquier raza.